# Cassipourea evrardii
Cassipourea evrardii är en tvåhjärtbladig växtart som beskrevs av J.J. Floret. Cassipourea evrardii ingår i släktet Cassipourea, och familjen Rhizophoraceae. Inga underarter finns listade i Catalogue of Life.